# Discografia di Steve Vai
La discografia di Steve Vai, chitarrista statunitense in attività dal 1980, si compone di una carriera solista e di una serie di lavori con la band di Frank Zappa prima, e con altri artisti (tra i quali Alcatrazz, David Lee Roth e Whitesnake) poi.
Durante la sua carriera, Vai è stato premiato con tre Grammy Awards e ha venduto oltre 15 milioni di dischi.

## Solista
Album in studio 
| Anno                                                                                               | Titolo                                                                                  | Classifiche | Classifiche | Classifiche | Classifiche | Classifiche | Classifiche | Classifiche | Classifiche | Classifiche | Classifiche | Classifiche | Classifiche | Classifiche | Classifiche | Certificazioni                                |
| Anno                                                                                               | Titolo                                                                                  | US          | AUS         | AUT         | CAN         | FIN         | FRA         | GER         | JPN         | ITA         | NLD         | NZ          | SWE         | SWI         | UK          | Certificazioni                                |
| -------------------------------------------------------------------------------------------------- | --------------------------------------------------------------------------------------- | ----------- | ----------- | ----------- | ----------- | ----------- | ----------- | ----------- | ----------- | ----------- | ----------- | ----------- | ----------- | ----------- | ----------- | --------------------------------------------- |
| 1984                                                                                               | Flex-Able - Pubblicazione: gennaio 1984 - Etichetta: Epic Records                       | —           | —           | —           | —           | —           | —           | —           | —           | —           | —           | —           | —           | —           | —           |                                               |
| 1990                                                                                               | Passion and Warfare - Pubblicazione: settembre 1990 - Etichetta: Epic Records           | 18          | 25          | —           | 27          | —           | —           | —           | 28          | —           | 32          | 12          | 27          | 35          | 8           | - CAN: Oro - JPN: Oro - UK: Argento - US: Oro |
| 1993                                                                                               | Sex & Religion - Pubblicazione: 27 luglio 1993 - Etichetta: Epic Records                | 48          | —           | —           | —           | —           | —           | 53          | 44          | —           | 26          | —           | 41          | 26          | 17          |                                               |
| 1996                                                                                               | Fire Garden - Pubblicazione: 17 settembre 1996 - Etichetta: Epic Records                | 106         | —           | —           | —           | 22          | 30          | —           | 18          | —           | 85          | —           | —           | —           | 41          |                                               |
| 1998                                                                                               | Flex-Able Leftovers - Pubblicazione: 10 novembre 1998 - Etichetta: Epic Records         | —           | —           | —           | —           | —           | —           | —           | —           | —           | —           | —           | —           | —           | —           |                                               |
| 1999                                                                                               | The Ultra Zone - Pubblicazione: 7 settembre 1999 - Etichetta: Epic Records              | 121         | —           | —           | —           | —           | 49          | —           | 14          | —           | —           | —           | —           | —           | 85          |                                               |
| 2005                                                                                               | Real Illusions: Reflections - Pubblicazione: 22 febbraio 2005 - Etichetta: Epic Records | 147         | —           | —           | —           | —           | 110         | —           | 34          | 67          | 88          | —           | —           | —           | —           |                                               |
| 2012                                                                                               | The Story of Light - Pubblicazione: 14 agosto 2012 - Etichetta: Favored Nations         | 78          | —           | 67          | —           | 43          | 136         | 79          | 36          | 83          | 75          | —           | —           | —           | —           |                                               |
| 2016                                                                                               | Modern Primitive - Pubblicazione: 24 giugno 2016 - Etichetta: Favored Nations           | —           | —           | —           | —           | —           | 151         | —           | 41          | 61          | —           | —           | —           | 77          | 118         |                                               |
| 2022                                                                                               | Inviolate - Pubblicazione: 28 gennaio 2022 - Etichetta: Favored Nations                 | —           | —           | —           | —           | —           | —           | —           | 127         | 65          | 32          | 13          | —           | 25          | —           |                                               |
| 2023                                                                                               | Vai/Gash - Pubblicazione: 20 gennaio 2023 - Etichetta: Favored Nations                  | —           | —           | —           | —           | —           | —           | —           | —           | —           | —           | —           | —           | 61          | —           |                                               |
| "—" indica una pubblicazione che non si è classificata o che non è stata pubblicata in quel Paese. |                                                                                         |             |             |             |             |             |             |             |             |             |             |             |             |             |             |                                               |

 Album dal vivo (parziale) 
| Anno | Titolo                                                                                               | Classifiche | Classifiche | Classifiche | Classifiche |
| Anno | Titolo                                                                                               | FRA         | JPN         | ITA         | NLD         |
| ---- | --- | ----------- | ----------- | ----------- | ----------- |
| 2001 | Alive in an Ultra World - Pubblicazione: 19 giugno 2001 - Etichetta: Epic Records                    | 122         | 68          | —           | —           |
| 2004 | Live in London - Pubblicazione: 20 giugno 2004 - Etichetta: Favored Nations                          | —           | —           | —           | —           |
| 2007 | Sound Theories - Pubblicazione: 26 giugno 2007 - Etichetta: Epic Records                             | 138         | 96          | 72          | 97          |
| 2009 | Where the Wild Things Are - Pubblicazione: 29 settembre 2009 - Etichetta: Favored Nations            | —           | —           | —           | —           |
| 2015 | Stillness in Motion - Vai Live in L.A. - Pubblicazione: 7 aprile 2015 - Etichetta: Legacy Recordings | —           | —           | —           | —           |

 EP 
| Anno | Anno                                                                      | Classifiche | Classifiche | Classifiche | Classifiche |
| Anno | Anno                                                                      | US          | UK          | NLD         | JPN         |
| ---- | ------------------------------------------------------------------------- | ----------- | ----------- | ----------- | ----------- |
| 1984 | Flex-Able Leftovers - Pubblicazione: 1984 - Etichetta: Urantia            | —           | —           | —           | —           |
| 1995 | Alien Love Secrets - Pubblicazione: 21 marzo 1995 - Etichetta: Relativity | 125         | 39          | 72          | 17          |

 Raccolte 
| Anno | Titolo                                                       | Info |
| ---- | ------------------------------------------------------------ | --- |
| 1993 | Zappa's Universe                                             | Album di autori vari di tributo a Frank Zappa, Vai suona nei brani Sofa e Dirty Love                                                                                             |
| 1995 | In From The Storm                                            | Album di autori vari di tributo a Jimi Hendrix, Vai suona nei brani Drifting e Bold as Love                                                                                      |
| 1996 | Songs of West Side Story                                     | Compilation di autori vari, Vai suona nel brano The Rumble attribuito a Steve Vai's Monsters e Chick Corea's Elektric Band II                                                    |
| 1997 | Merry Axemas: A Guitar Christmas                             | Compilation di autori vari, Vai suona nel brano Christmas Time is Here |
| 1999 | Radio Disney Kid Jams                                        | Compilation di autori vari, Vai suona nel brano Wipe Out |
| 2000 | The 7th Song - Enchanting Guitar Melodies (Archives Vol. 1)  | Raccolta delle tracce inserite come settimo brano nei precedenti album di Vai, più tre tracce inedite.                                                                           |
| 2001 | The Secret Jewel Box                                         | 10 CD Collector Box |
| 2001 | Frank Zappa Original Recordings; Steve Vai (Archives Vol. 2) | Vol.3 di The Secret Jewel Box |
| 2002 | The Elusive Light and Sound Vol. 1                           | Ripubblicazione del Vol.1 di The Secret Jewel Box Questo disco raccoglie diversi contributi di Vai a colonne sonore di film                                                      |
| 2003 | Mystery Tracks (Archives Vol. 3)                             | Raccolta delle tracce bonus giapponesi dei precedenti album di Vai, insieme a tracce promozionali, canzoni presenti in altri album e alcuni demo / Vol.4 di The Secret Jewel Box |
| 2003 | Various Artists (Archives Vol. 4)                            | Raccolta di contributi di Vai in altri progetti e album / Vol.5 di The Secret Jewel Box                                                                                          |
| 2003 | The Infinite Steve Vai: An Anthology                         | Raccolta comprensiva della carriera di Vai in 32 tracce rimasterrizate su 2 CD (include anche collaborazioni con altri artisti come Alcatrazz e Whitesnake).                     |
| 2004 | Vai: Piano Reductions, Vol. 1 (di Mike Keneally)             | Questo album presenta 11 canzoni di Vai reinterpretate in acustico al pianoforte da Mike Keneally / Vol.6 di The Secret Jewel Box                                                |
| 2008 | Steve Vai Original Album Classics                            | Box set contenente: Flex-Able, Passion and Warfare, Sex & Religion, Alien Love Secrets & Fire Garden.                                                                            |
| 2010 | Playlist: The Very Best of Steve Vai                         | |
| 2011 | The Essential Steve Vai                                      | |
| 2013 | Archives, Vol. 3.5: Various Mysteries                        | |

## Colonne sonore
| Anno | Titolo                                                 | Tipo                      | Info |
| ---- | ------------------------------------------------------ | ------------------------- | --- |
| 1986 | Mississippi Adventure                                  | Motion Picture Soundtrack | Le parti eseguite da Vai sono disponibili nella raccolta The Elusive Light and Sound, Vol. 1                                                  |
| 1987 | Dudes                                                  | Motion Picture Soundtrack | Vai esegue il brano Amazing Grace / Disponibile nella raccolta The Elusive Light and Sound, Vol. 1                                            |
| 1987 | Al di là di tutti i limiti                             | Motion Picture Soundtrack | Vai esegue il brano Bump 'N Grind |
| 1991 | Bill & Ted's Bogus Journey                             | Motion Picture Soundtrack | Vai esegue i brani The Reaper e The Reaper Rap / Disponibili nella raccolta The Elusive Light and Sound, Vol. 1                               |
| 1992 | Wayne's World                                          | Motion Picture Soundtrack | Vai appare con Joe Satriani nel brano Feed My Frankenstein di Alice Cooper                                                                    |
| 1992 | Il mio amico scongelato                                | Motion Picture Soundtrack | Steve esegue il brano Get the Hell Out of Here / Disponibile nella raccolta The Elusive Light and Sound, Vol. 1                               |
| 1994 | PCU                                                    | Motion Picture Soundtrack | L'intera colonna sonora del film è di Steve Vai, incluso il brano Now We Run / Disponibile nella raccolta The Elusive Light and Sound, Vol. 1 |
| 1997 | Formula 1                                              | Video Game Soundtrack     | Vai appare con la traccia Juice proveniente da Alien Love Secrets                                                                             |
| 2001 | Fantasmi da Marte                                      | Motion Picture Soundtrack | Vai esegue i brani Ghosts of Mars e Ghost Poppin'                                                                                             |
| 2004 | Halo 2 Soundtrack Volume 1                             | Video Game Soundtrack     | Vai esegue i brani Halo Theme Mjolnir Mix e Never Surrender                                                                                   |
| 2006 | Halo 2 Soundtrack Volume 2                             | Video Game Soundtrack     | Vai esegue il brano Reclaimer |
| 2008 | Guitar Hero III: Legends of Rock "Virtuoso Track Pack" | Video Game Soundtrack     | È disponibile il brano For the Love of God |

## Collaborazioni
Con Frank Zappa 

- 1981 – Tinseltown Rebellion
- 1981 – You Are What You Is
- 1981 – Shut Up 'n Play Yer Guitar
- 1982 – Ship Arriving Too Late to Save a Drowning Witch
- 1983 – The Man from Utopia
- 1984 – Them Or Us
- 1984 – Thing-fish
- 1985 – Meets the Mothers of Prevention
- 1987 – Jazz from Hell
- 1988 – Guitar
- 1988 – You Can't Do That on Stage Anymore, Vol. 1
- 1989 – You Can't Do That on Stage Anymore, Vol. 3
- 1991 – You Can't Do That on Stage Anymore, Vol. 4
- 1991 – As An Am
- 1992 – You Can't Do That on Stage Anymore, Vol. 5
- 1992 – You Can't Do That on Stage Anymore, Vol. 6
- 1996 – Strictly Commercial
- 1997 – Have I Offended Someone?
- 1998 – Cheep Thrills
- 1999 – Son of Cheep Thrills
- 2001 – FZ Original Recordings; Steve Vai Archives, Vol. 2

 Con David Lee Roth 

- 1986 – Eat 'Em and Smile
- 1988 – Skyscraper
- 1997 – The Best of David Lee Roth

 Con gli Whitesnake 

- 1989 – Slip of the Tongue
- 1994 – Whitesnake's Greatest Hits
- 2011 – Live at Donington 1990

 Collaborazioni dal vivo 
Con i G3
| Anno | Titolo | Classifiche | Classifiche | Classifiche | Classifiche | Classifiche | Classifiche | Classifiche |
| Anno | Titolo | FIN         | FRA         | GER         | JPN         | ITA         | NLD         | UK          |
| ---- | --- | ----------- | ----------- | ----------- | ----------- | ----------- | ----------- | ----------- |
| 1997 | G3: Live in Concert (con Joe Satriani e Eric Johnson) - Pubblicazione: 3 giugno 1997 - Etichetta: Epic Records                  | 35          | 20          | 92          | 37          | —           | 52          | 82          |
| 2004 | G3: Rockin' in the Free World (con Joe Satriani e Yngwie Malmsteen) - Pubblicazione: 17 febbraio 2004 - Etichetta: Epic Records | —           | 156         | —           | —           | 58          | —           | —           |
| 2005 | G3: Live in Tokyo (con Joe Satriani e John Petrucci) - Pubblicazione: 25 ottobre 2005 - Etichetta: Epic Records                 | —           | —           | —           | —           | —           | —           | —           |

 Altre collaborazioni 
 Altre apparizioni 
| Anno | Artista                            | Titolo                                    | Info                                                                                        |
| ---- | ---------------------------------- | ----------------------------------------- | ------------------------------------------------------------------------------------------- |
| 1983 | Lisa Popeil                        | Lisa Popeil                               |                                                                                             |
| 1985 | Alcatrazz                          | Disturbing the Peace                      |                                                                                             |
| 1985 | Heresy                             | At the Door                               | Vai appare nei brani London: 1941 e Wasted Moments                                          |
| 1986 | Bob Harris                         | The Great Nostalgia                       | Vai appare nei brani Autumn in Nepal e There's Still Hope                                   |
| 1986 | Randy Coven                        | Funk Me Tender                            | Vai appare nel brano Funk Me Tender                                                         |
| 1986 | Western Vacation                   | Western Vacation                          | Vai appare nel brano Western Vacation sotto il nome "Reckless Fable"                        |
| 1986 | Shankar & Caroline                 | The Epidemics                             |                                                                                             |
| 1987 | Danny Mendez                       | Death to All Mankind                      |                                                                                             |
| 1990 | Rebecca                            | The Best of Dreams                        | Vai appare nel brano Supergirl                                                              |
| 1991 | Alice Cooper                       | Hey Stoopid                               | Vai appare con Joe Satriani nel brano Feed My Frankenstein                                  |
| 1995 | Ozzy Osbourne                      | Ozzmosis                                  | Vai appare come autore nel brano My Little Man                                              |
| 1996 | Wild Style                         | Cryin'                                    | Vai appare nel brano Let It Go                                                              |
| 1997 | Angelica                           | Angelica                                  | Vai appare nel brano Der Holle Rache (Queen of the Night)                                   |
| 1997 | Munetaka Higuchi with Dream Castle | Free World                                | Vai suona chitarra e basso nel brano Speed                                                  |
| 1998 | Gregg Bissonette                   | Gregg Bissonette                          | Vai appare nel brano Common Road                                                            |
| 1998 | Al Di Meola                        | The Infinite Desire                       | Vai appare nel brano Race with the Devil on Turkish Highway                                 |
| 1999 | Joe Jackson                        | Symphony No. 1                            |                                                                                             |
| 2000 | Gregg Bissonette                   | Submarine                                 | Vai appare nel brano Noah's Ark                                                             |
| 2000 | Thana Harris                       | Thanatopsis                               | Vai appare nel brano Fingers                                                                |
| 2000 | Andrew Dice Clay                   | Face Down, Ass Up                         |                                                                                             |
| 2001 | Robin DiMaggio                     | Blue Planet                               | Vai appare nel brano Mallorca                                                               |
| 2001 | Billy Sheehan                      | Compression                               | Vai appare nel brano Chameleon                                                              |
| 2002 | Tak Matsumoto                      | Hana                                      |                                                                                             |
| 2003 | Surinder Sandhu                    | Saurang Orchestra                         |                                                                                             |
| 2003 | Eric Sardinas                      | Black Pearls                              | Vai appare nel brano Green Tea                                                              |
| 2003 | Steve Lukather & Friends           | Santamental                               | Vai appare nel brano Carol of the Bells                                                     |
| 2003 | Hughes Turner Project              | HTP 2                                     | Vai appare nel brano Losing My Head                                                         |
| 2003 | Shankar & Gingger                  | One in a Million                          | Vai appare nel brano Out Of My Mind                                                         |
| 2003 | The Yardbirds                      | Birdland                                  | Vai appare nel brano Shapes of Things                                                       |
| 2004 | Motörhead                          | Inferno                                   | Vai appare nei brani Terminal Show e Down on Me                                             |
| 2004 | Bob Carpenter                      | The Sun, the Moon, the Stars              |                                                                                             |
| 2005 | John 5                             | Songs for Sanity                          | Vai appare nel brano Perineum                                                               |
| 2006 | The Devin Townsend Band            | Synchestra                                | Vai esegue un esteso assolo di chitarra in Triumph                                          |
| 2006 | Marty Friedman                     | Loudspeaker                               | Vai appare nel brano Viper                                                                  |
| 2006 | Meat Loaf                          | Bat Out of Hell III: The Monster Is Loose | Vai appare nel brano In the Land of the Pig, the Butcher is King                            |
| 2007 | Dream Theater                      | Systematic Chaos                          | Vai esegue la parte parlata nel brano Repentance                                            |
| 2007 | Eros Ramazzotti                    | e²                                        | Vai appare nel brano Dove c'è musica                                                        |
| 2008 | Jason Becker                       | Collection                                | Vai appare nel brano River of Longing (Reprise) con Marty Friedman                          |
| 2009 | Spinal Tap                         | Back from the Dead                        | Vai appare nel brano Short and Sweet                                                        |
| 2009 | Mike Stern                         | Big Neighborhood                          | Vai suona la chitarra nel brano Big Neighborhood e il sitar in Moroccan Roll                |
| 2009 | Orianthi                           | Believe                                   | Vai appare nel brano Highly Strung                                                          |
| 2010 | Meat Loaf                          | Hang Cool Teddy Bear                      | Vai appare nei brani Love Is Not Real / Next Time You Stab Me in the Back e Song of Madness |
| 2011 | Steve Kusaba                       | Centrifugal Satz Clock: Morning           | Vai appare nel brano We Run This Place                                                      |
| 2012 | Joe Jackson                        | The Duke                                  | Vai appare nel brano Isfahan                                                                |
| 2013 | Iwrestledabearonce                 | Late for Nothing                          | Vai appare nel brano Carnage Asada                                                          |
| 2013 | Devin Townsend                     | The Retinal Circus                        |                                                                                             |